# Кабельный тестер
Кабельный тестер, тестер витой пары — устройство, обычно состоящее из двух частей, проверяющее состояние кабеля или кабельной линии. Некоторые приборы позволяют проводить измерения характеристик кабеля или кабельной линии. На данный момент существует три класса приборов: для базовой проверки кабеля, для квалификации кабельной системы, для сертификации кабельной системы.

## По типу кабеля
- Тестер для витой пары, коаксиального кабеля и телефонных кабелей. Обычно такие устройства делаются достаточно универсальными и позволяют проверять различные типы кабелей электрической связи.
- Тестер для оптических кабелей

## По выдаваемым результатам
Наиболее важные параметры, измеряемые при тестировании кабеля следующие — длина, схема разводки проводников, затухание, перекрестные наводки на ближнем конце кабеля (NEXT), сопротивление по шлейфу по постоянному току (для медных) и возвратные потери (Return loss).

### Определение исправности

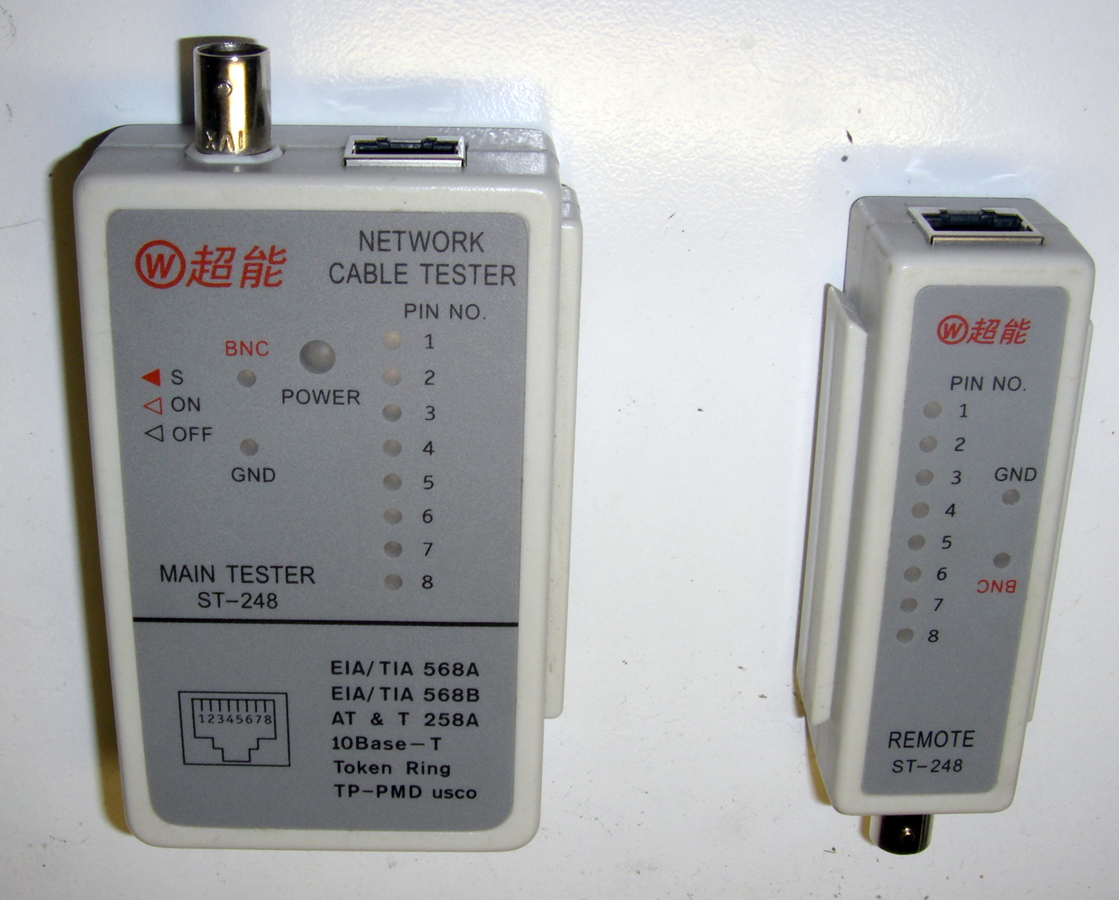
Простейший кабельный тестер со светодиодной индикацией

По сути, кабельный тестер этого типа показывает только минимальное соответствие характеристик канала связи заложенным в него требованиям. Этот тип кабельного тестера служит для повышения эффективности монтажа проводки и оперативного обнаружения неисправностей.
- Простейшие тестеры со светодиодной индикацией. Их функциональные возможности оставляют желать лучшего, например, они не в состоянии измерить расстояние до неисправности или выявить такую ошибку как расщепленные пары («распарка» на жаргоне телефонистов). Основная задача тестеров данного типа — проверить правильность соединения проводников и определить наличие каких-либо механических повреждений — обрывы и/или замыкания. Для оптических линий связи такие тестеры обычно не выпускаются.
- Тестеры с расширенными возможностями имеют встроенные генераторы тонального сигнала и могут выявлять расщеплённые пары.
- Типичный современный тестер с ЖК-дисплеем (например, Microscanner) имеет возможность выявить все ошибки в схеме разводки (включая расщеплённые пары), определить длину кабеля, расстояние как до обрыва, так и до замыкания контактов и, кроме этого, определить тип розетки на стене (телефонная или сетевая).

### Измерение характеристик

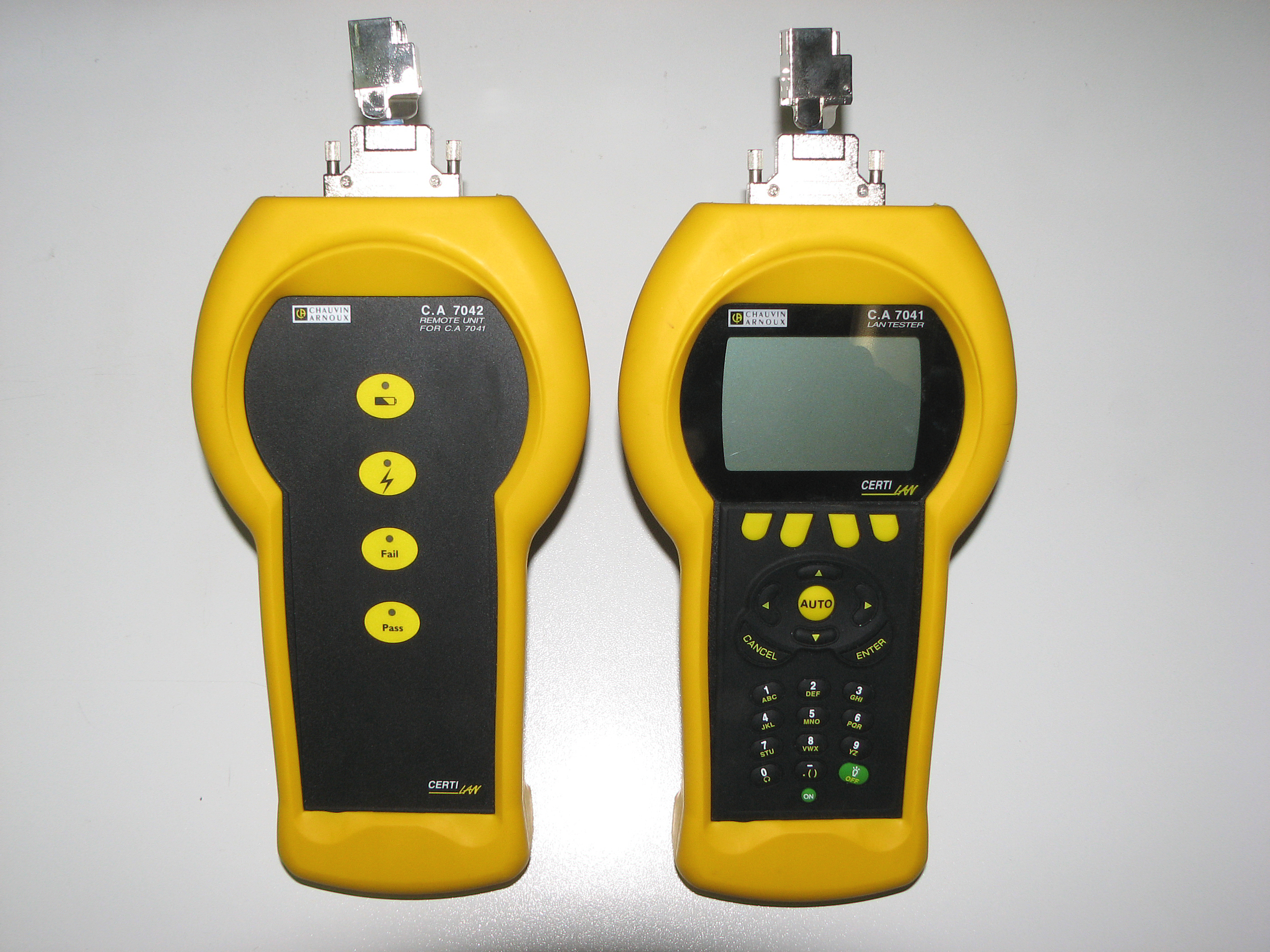
Кабельный тестер и анализатор с ЖК индикатором

Квалификация позволяет определить способность существующей кабельной системы поддерживать более высокие скорости. Все приборы данного класса - квалифицирующие тестеры - имеют возможность определять и показывать такие параметры, как NEXT, Return Loss, затухание в кабеле. Таким образом, кроме функциональных возможностей первого класса приборов (тестеров для проверки кабеля) они могут делать существенно больше. Эти приборы полезны IT-специалистам, которым покупать сертифицирующий кабельный анализатор дорого, а обычного тестера уже мало.

### Сертификация линии связи
Основная задача сертифицирующих кабельных анализаторов — проверка кабельной системы на соответствие международным стандартам. Этап сертификации является неотъемлемым при построении структурированной кабельной системы. Отраслевые стандарты организаций ISO и TIA определяют классы или категории кабеля. Кабельный тестер для сертификации выполняет полное тестирование кабеля и выводит на экран частотные зависимости разных параметров, требуемых ISO или TIA. Специалисты могут почерпнуть много полезной информации из этих графиков и даже улучшить состояние кабеля. Упрощённо можно ориентироваться на общий результат теста — Pass (все тесты пройдены и кабель в отличном состоянии) или Fail (есть проблемы).
Кроме того, такой прибор обычно имеет возможность распечатать результаты измерений в стандартизированном виде, и в дальнейшем эта распечатка используется при утверждении ввода линии связи в эксплуатацию в соответствии с законодательством.
Данный тип тестирования является универсальным с точки зрения пользователя, так как он не привязан к какой-либо сетевой технологии.

## Обработка результатов
Например, кабель категории 6, может выполнять передачу данных на скоростях от 10 Мбит/сек до 10 Гбит/сек. А кабель категории 5е может работать на скоростях от 10 Мбит/сек до 1 Гбит/сек.
Если тест не проходит и получен результат Fail, то сертифицирующий кабельный тестер должен обладать диагностикой. Это функция позволяет понять, не вникая в частотные зависимости, в чем проблема — в самом кабеле или неправильно установленных разъемах. Диагностика должна быть и по NEXT и по Return Loss.